# Prolita variabilis
Prolita variabilis is een vlinder uit de familie van de tastermotten (Gelechiidae). De wetenschappelijke naam van de soort werd voor het eerst geldig gepubliceerd in 1903 door Augustus Busck.